# Стюарт (Вірджинія)
Стюарт (англ. Stuart) — місто (англ. town) в США, в окрузі Патрік штату Вірджинія. Населення — 1431 особа (2020).

## Географія
Стюарт розташований за координатами 36°38′28″ пн. ш. 80°16′8″ зх. д. / 36.64111° пн. ш. 80.26889° зх. д. (36.641104, -80.268889).  За даними Бюро перепису населення США в 2010 році місто мало площу 8,39 км², уся площа — суходіл. В 2017 році площа становила 7,87 км², уся площа — суходіл.

## Демографія
Згідно з переписом 2010 року, у місті мешкало 1408 осіб у 629 домогосподарствах у складі 315 родин. Густота населення становила 168 осіб/км².  Було 731 помешкання (87/км²).
Расовий склад населення:
| - 86,4 % — білих - 8,9 % — чорних або афроамериканців - 0,9 % — азіатів - 0,5 % — корінних американців - 1,8 % — осіб інших рас |

До двох чи більше рас належало 1,5 %. Частка іспаномовних становила 3,1 % від усіх жителів.
За віковим діапазоном населення розподілялося таким чином: 16,1 % — особи молодші 18 років, 50,0 % — особи у віці 18—64 років, 33,9 % — особи у віці 65 років та старші. Медіана віку мешканця становила 52,4 року. На 100 осіб жіночої статі у місті припадало 83,1 чоловіків;  на 100 жінок у віці від 18 років та старших — 78,1 чоловіків також старших 18 років.
Середній дохід на одне домашнє господарство  становив 42 502 долари США (медіана — 26 750), а середній дохід на одну сім'ю — 50 605 доларів (медіана — 36 313). Медіана доходів становила 32 083 долари для чоловіків та 31 694 долари для жінок. За межею бідності перебувало 25,8 % осіб, у тому числі 35,7 % дітей у віці до 18 років та 21,7 % осіб у віці 65 років та старших.
Цивільне працевлаштоване населення становило 464 особи. Основні галузі зайнятості: освіта, охорона здоров'я та соціальна допомога — 31,9 %, виробництво — 20,9 %, науковці, спеціалісти, менеджери — 6,7 %, роздрібна торгівля — 6,5 %.